# Mk VI (малий бойовий катер)

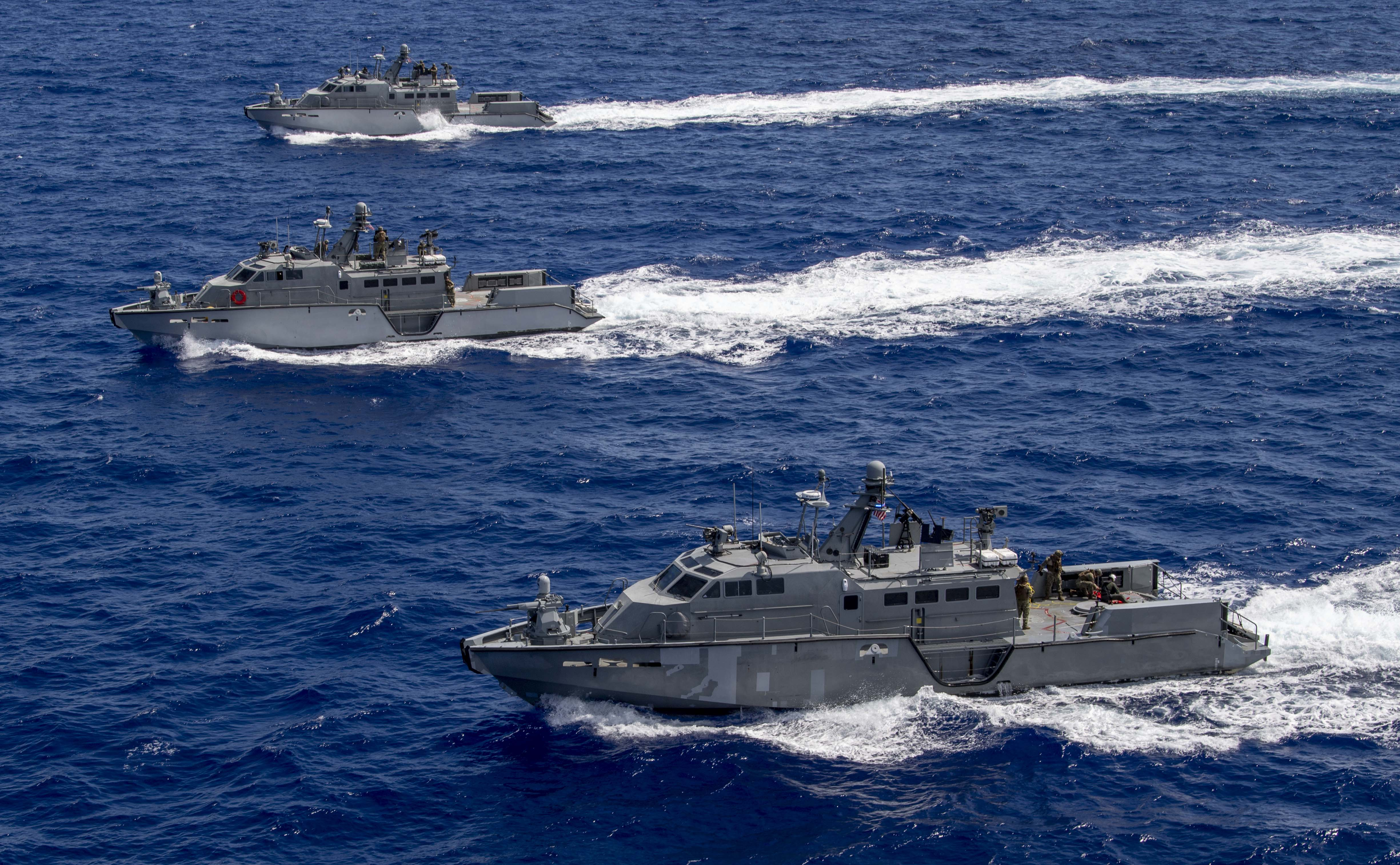
Катери Mark VI неподалік Гуаму

Mk VI — бойовий катер виробництва SAFE Boats International, США. Призначений для постійного патрулювання прибережної зони за межами портів та бухт, забезпечування захисту дружніх та союзних сил і захисту критичної інфраструктури.

## Огляд
Нові катери малої водотоннажності були розроблені компанією «SAFE BI» на базі багатоцільового катера «Archangel», які на сьогодні є достатньо відомими і купуються не тільки ВМС Сполучених Штатів, але й перебувають на озброєнні інших країн.
Катер має довжину по ватерлінії майже 24 метри, а найбільшу довжину 26 метрів. Силова установка Mk VI складається з двох дизельних двигунів багатопаливного типу з водометами і забезпечує катеру максимальну швидкість для тривалого застосування 35 вузлів і максимальну швидкість для короткочасного застосування 41 вузол. Дальність ходу нового катера на крейсерській швидкості у 30 вузлів близько 600 миль.
Катер озброєний двома автоматичними 25 мм артустановками від BAE Systems «Rafael Mk 38 Mod 2», у яких є можливість дистанційного керування. Передбачена установка кількох 7.62 і 12.7 мм кулеметів на турелях.
Рубка Mk VI забезпечена конструктивним захистом, у якому особовий склад буде розміщуватися в протиударних кріслах. Нові катери матимуть великий запас для модернізації і установки спеціального обладнання, підводних і надводних апаратів, розміщення поранених при виконанні евакуації і транспортуванні, цивільних і військових при виконанні різних завдань.
Будувати катери будуть не на основних потужностях компанії (що для компанії вперше), а на орендованих потужностях в Порт-Тамока, внаслідок того, що нові катери по своїй довжині не вмістяться у суднобудівні елінги компанії «SAFE BI», а на орендованих будівельних потужностях є можливість почати одночасне спорудження всіх бойових катерів згідно з укладеним контрактом. Для будівництва патрульних катерів, компанія відкриє додаткові робочі місця, в основному для кваліфікованих монтажників і зварників, чим доведе кількість задіяного особового складу у будівництві катерів до 275 чоловік. Виробництво почнеться найближчим часом (орієнтовно протягом 1-2 місяців), після підписання договорів з постачальниками на поставку основних матеріалів для будівництва, таких як, наприклад, алюміній.

## Конструкція
на Mark VI встановлено сучасні системи спостереження за морською обстановкою і виявлення противника. Він захищений бронею. Водотоннажність катера становить усього 65 тонн, що робить його дуже маневреним. Водночас Mark VI стійкий до хвилювань моря. Однією з його особливостей є те, що він може ефективно вести прицільний вогонь на ураження по морських цілях навіть під час шторму.

### Силова установка
Силова установка Mk VI складається з двох дизельних двигунів MTU 16V2000M94 з водометами що забезпечують максимальну швидкість 35 вузлів і короткочасну максимальну швидкість у 41 вузол. Дальність ходу цього катера при крейсерській швидкості в 30 вузлів — до 750 миль.

### Озброєння
Стандартне озброєння складає дві 25-мм ланцюгові гармати M242 Bushmaster встановлені в дистанційно керовані бойові модулі Mk 38 Mod 0 на носу та кормі катера, два кулемета Browning M2 встановлені менші дистанційно керовані бойові модулі на даху надбудови. Додатково на катері є чотири лафета для встановлення кулеметів калібру до 12,7 мм та автоматичних гранатометів.
Крім того, існують варіанти встановлення додаткового озброєння на катери. Так, наприклад, компанія Lockheed Martin пропонує модуль з вертикальними пусковими установками для ракет AGM-179A (JAGM Quad Launcher, JQL).
Натомість головним озброєнням перших замовлені для України катерів будуть дві 30-мм ланцюгові гармати Mk44 Bushmaster II в бойових модулях з дистанційним управлінням MSI Seahawk A2.

## Використання
26-метрові алюмінієві катери Марк VI експлуатуються Прибережними річковими силами ВМС США (Navy's Coastal Riverine Force, CRF).

## Оператори
Майбутні
- Україна — замовлено 8 штук.

Колишні
- США — Військово-морські сили США — 12 штук. Станом на початок квітня 2023 року Сполучені Штати вивели з експлуатації патрульні катери типу Mark VI[4].

### США
Попри початкові плани придбати 48 катерів Mk VI, американські ВМС в період з 2012 по 2015 рік замовили у SAFE Boats International (SBI) лише 12 патрульних катерів за середньою ціною від 7 до 8 млн доларів кожен. Експедиційне командування (NECC) прийняло їх в період з 2015 по 2017 рік. Відтоді додаткових закупівель не проводилося. Прогнозовані витрати на нові Mk VI станом на початок 2021 року коливаються між 14 і 16 мільйонами доларів.
15 лютого 2021 року видання The Drive, з посиланням на несекретне повідомлення Головного управління (GENADMIN), повідомило, що флот планує списати катери Mk VI вже до кінця 2021 фінансового року (до 30 вересня 2021 року).
Так, в січні 2021 року, під час віртуального симпозіуму Асоціації надводного флоту, генерал-майор КМП США Трейсі Кінг, глава підрозділу експедиційної війни в Канцелярії начальника військово-морських операцій, сказав: «У сценаріях ведення військових дій проти інших країн [таких як Росія або Китай], Mk VI вважаються не потрібними, оскільки мають невеликий розмір і обмежену ракетну вогневу міць, також човни надто дорого обслуговувати».
Джерело, знайоме зі станом програми, повідомило, що Військово-морське експедиційне бойове командування (Naval Expeditionary Combat Command — NECC), до якого на той час приписані ці патрульні катери, може почати їх списання вже в березні 2021 року.
Проте офіційно ВМС США не стали ані підтверджувати, ані спростовувати інформацію про подальшу долю цих катерів. Крім того, ці плани можуть зазнати змін при втручанні Конгресу США.
Однак, виходячі з бюджетної пропозиції на 2022 рік стало зрозуміло, що ВМФ США насправді планує позбавитись всіх 12 катерів Mk VI. Огляд службою запиту бюджету на 2022 фінансовий рік також підтверджує, що флот не замінить безпосередньо ці катери, натомість план, на даний момент, передбачає існуючим суднам ВМФ і Берегової охорони взяти на себе завдання та місії, які виконували Mk VI.
Станом на початок квітня 2023 року всі 12 катерів перебували на зберіганні — 9 катерів на верфі Колона в Норфолку (штат Вірджинія) та 3 катера літа 2022 року перебували на зберіганні судноремонтної компанії Fairlead Integrated.

### Україна
В березні 2020 року CNN стало відомо про плани Міністерства оборони США надати Україні матеріально-фінансову допомогу, включно з військовими патрульними катерами Mark VI.
17 червня 2020 року Державний департамент США погодив продаж Україні за програмою Foreign Military Sale (FMS) 16 сучасних патрульних катерів Mark VI та пов'язаного з ними озброєння, загальною орієнтовною вартістю 600 мільйонів доларів. DSCA повідомляє, що Україна надсилала запит на придбання до 16 патрульних катерів Марк VI; 32 гармат MSI Seahawk A2; 40 гармат MK44 Bushmaster II (32 встановлені та 8 запасних); 20 електрооптичних інфрачервоних радіолокаторів (FLIR) (16 встановлених та 4 запасні); 16 [дальнодіючий акустичний пристрій|акустичних пристроїв дальнього радіусу дії (LRAD)]] з 5-км акустичною системою; 16 ідентифікаційних систем «свій/чужий» (IFF); комунікаційне обладнання; допоміжне обладнання; запасні та ремонтні частини; інструменти та випробувальне обладнання; технічну документацію; тренування персоналу; послуги з технічного та логістичного забезпечення від Уряду США і підрядника та інші пов'язані елементи логістичного забезпечення.
Орієнтовна вартість програми 600 млн дол. Зазначається, що пропонований продаж відповідатиме зовнішньополітичним цілям та цілям національної безпеки США шляхом поліпшення безпеки країни-партнера, яка є силою політичної стабільності та економічного прогресу в Європі. Основним підрядником буде SAFE Boats International, Bremerton, WA. Немає відомих угод про компенсацію, запропонованих у зв'язку з цим потенційним продажем.
18 липня 2020 року на традиційному онлайн-брифінгу Міністр закордонних справ України Дмитро Кулеба повідомив, що шість надсучасних американських патрульних катерів Mark VI вже готуються для України в рамках безпекової допомоги США за відповідними програмами, тобто, безкоштовно. Ще десять катерів Україна зможе придбати за кошти оборонного бюджету.
Очікується, що перша партія надійде до України до 2022 року.
31 грудня 2020 року, компанія SAFE Boats International LLC (Бремертон, штат Вашингтон), отримала довготривалий контракт на поставку двох патрульних катерів MK VI з фіксованою ціною майже 20 млн доларів США. Підрядником є Командування військово-морських систем, Вашингтон, округ Колумбія. Очікується, що контракт буде завершений до грудня 2022 року.
На початку березня 2021 року урядом США було схвалено пакет допомоги в обсязі 125 млн доларів США який, серед іншого, містив видатки на придбання двох додаткових катерів Mk VI для України. Таким чином ВМСУ безоплатно отримають вісім катерів цього типу.
1 жовтня 2021 року Пентагон замовив ще шість патрульних катерів класу Mark VI для ВМС ЗС України.
30 грудня 2021 року Департамент оборони США оголосив про замовлення ще двох патрульних катерів типу Mark VI (Mk VI) для Військово-Морських Сил (ВМС) ЗС України, тим самим кількість замовлених катерів збільшилась до 10 одиниць.

## Галерея

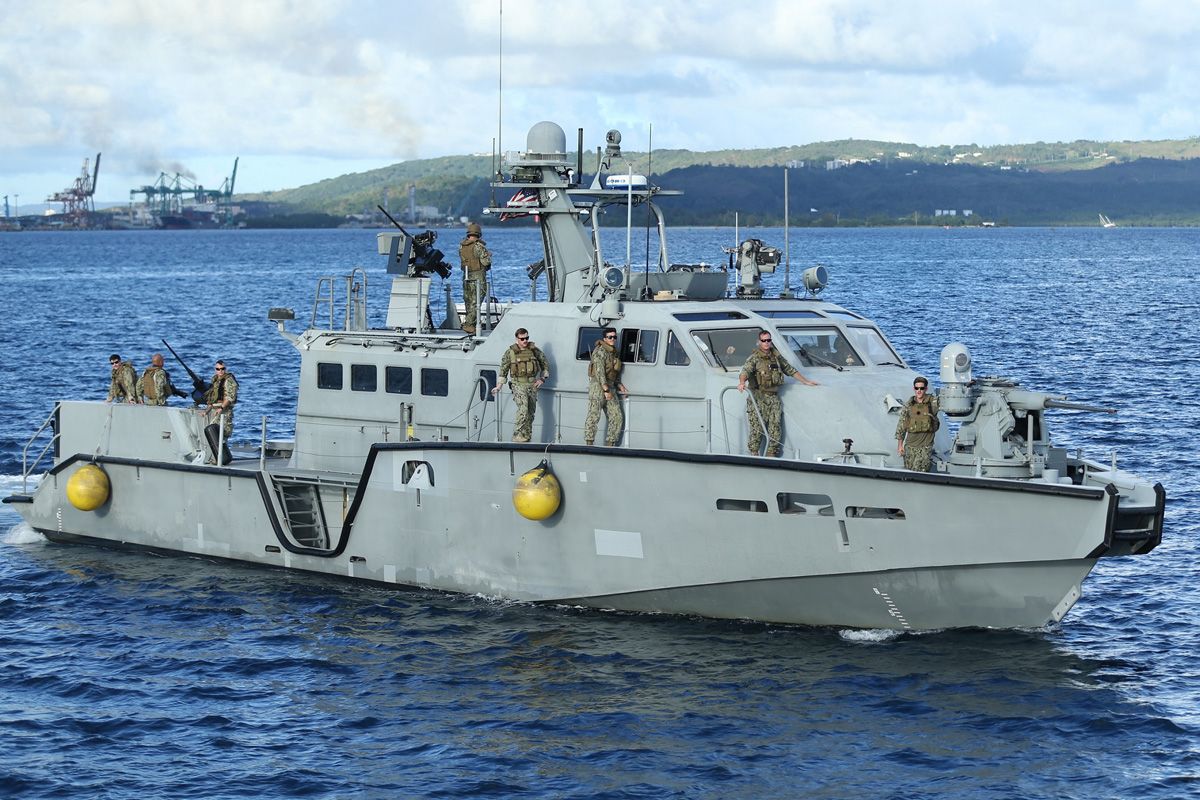
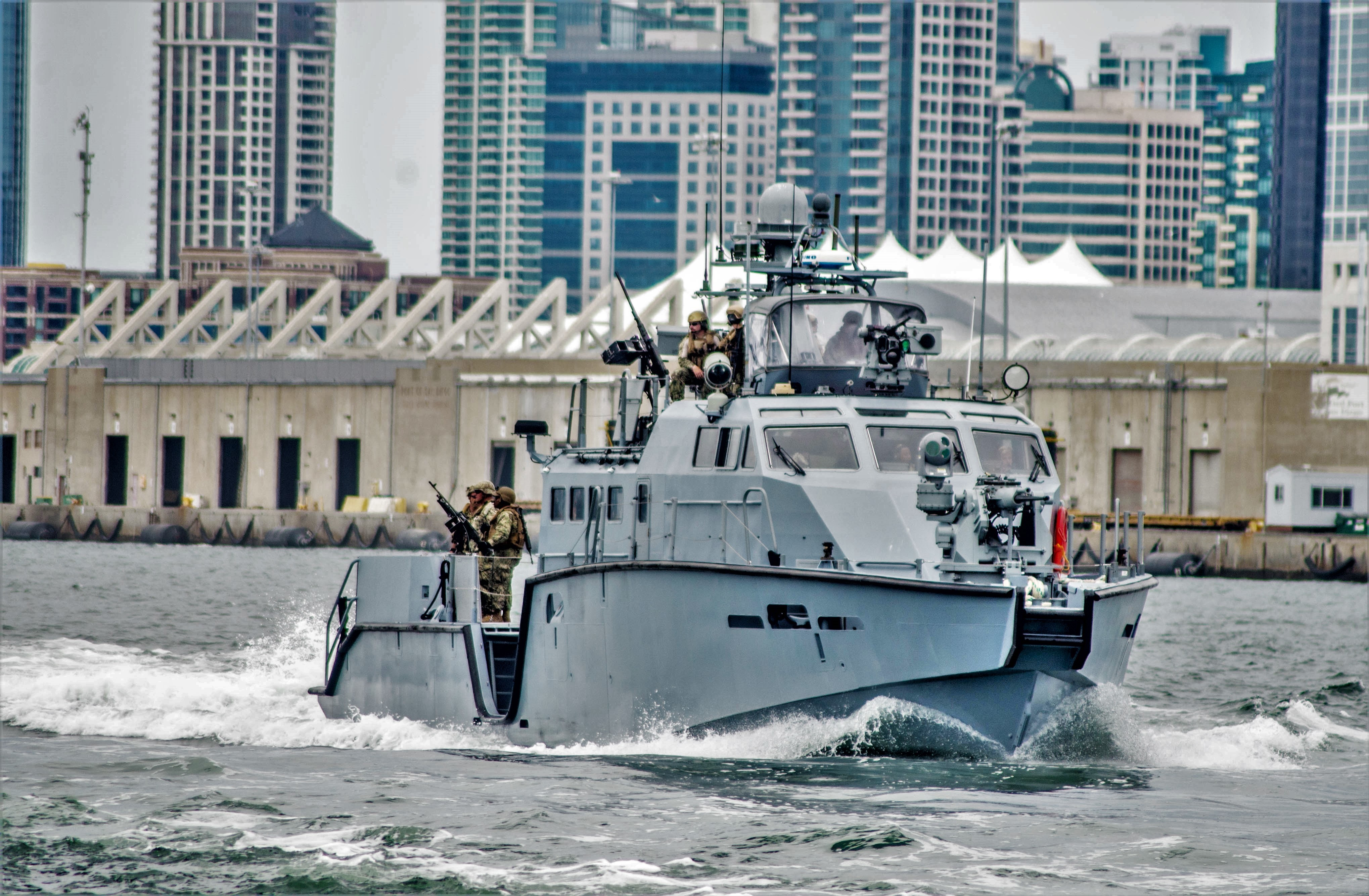
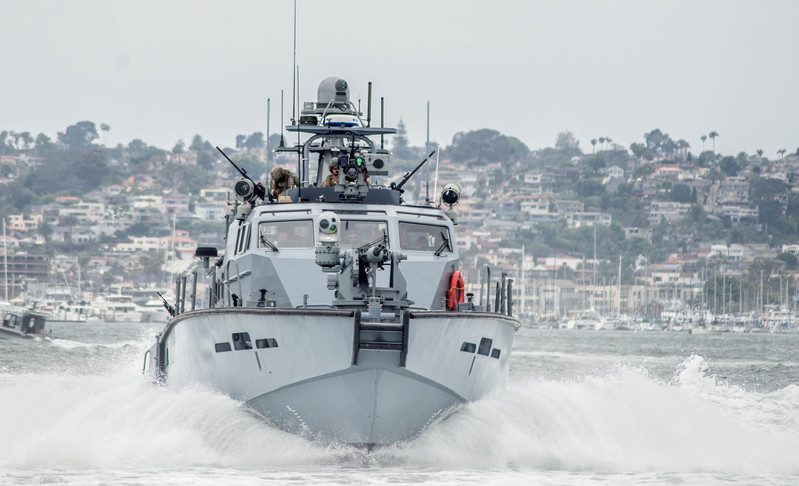